# زبان‌گاوی قلابدار
زبان‌گاوی قلابدار (نام علمی: Cynoglossus carpenteri) نام یک گونه از سرده کفشک زبان‌گاوی است.